# Audronius
Audronius ist ein litauischer männlicher Vorname, abgeleitet von audra (dt. "Sturm"). Die Verkürzung sind Audrius und Audrys. Die weiblichen Formen sind Audronė und Audra.

## Namensträger
- Audronius Ažubalis (* 1958), Journalist und Politiker, Mitglied des Seimas' und litauischer Außenminister
- Audronius Beišys (* 1953),  Grenzschützer und Polizeikommissar, von 1996 bis 1998 Leiter des litauischen Grenzschutzes, Oberst der litauischen Streitkräfte